# Asbecesta laeta
Asbecesta laeta es un coleóptero de la familia Chrysomelidae. Fue descrita científicamente por primera vez en 1905 por Weise.